# Лизор
Лизо́р (фр. Lisores) — коммуна во Франции, находится в регионе Нижняя Нормандия. Департамент коммуны — Кальвадос. Входит в состав кантона Ливаро. Округ коммуны — Лизьё.
Код INSEE коммуны — 14368.

## Население
Население коммуны на 2010 год составляло 309 человек.
| 1962 | 1968 | 1975 | 1982 | 1990 | 1999 | 2010 |
| ---- | ---- | ---- | ---- | ---- | ---- | ---- |
| 345  | 348  | 247  | 248  | 247  | 260  | 309  |

## Экономика
В 2010 году среди 198 человек трудоспособного возраста (15—64 лет) 141 были экономически активными, 57 — неактивными (показатель активности — 71,2 %, в 1999 году было 73,4 %). Из 141 активных жителей работали 120 человек (68 мужчин и 52 женщины), безработных было 21 (10 мужчин и 11 женщин). Среди 57 неактивных 17 человек были учениками или студентами, 23 — пенсионерами, 17 были неактивными по другим причинам.